# Будиштени (Арђеш)
Будиштени (рум. Budișteni) насеље је у Румунији у округу Арђеш у општини Леордени. Oпштина се налази на надморској висини од 235 m.

## Становништво
Према подацима из 2002. године у насељу је живело 437 становника, од којих су сви румунске националности.